# Julio Navalpotro Gómez
Julio Navalpotro Gómez (Madrid, 25 de octubre de 1971) es un político español. Fue diputado por el Partido Socialista Obrero Español en el Congreso de los Diputados en representación de la circunscripción de Madrid (2020-2023).

## Biografía
Julio Navalpotro nació en Madrid en 1971. Tras licenciarse en Ciencias Políticas y Sociología en la Universidad Complutense de Madrid, completó su formación académica con un máster en Políticas Públicas y Sociales (Universidad Pompeu Fabra, Barcelona)

### Carrera política
Navalpotro se presentó como candidato del PSOE en las elecciones generales españolas de noviembre de 2019 por el distrito electoral de Madrid y fue elegido diputado en el Congreso de los Diputados, al sustituir a Reyes Maroto. En el Congreso formó parte de la Diputación Permanente, como vocal suplente (junio de 2020-agosto de 2023); y de las comisiones de Sanidad y Consumo, —como Vicepresidente Primero (abril de 2020-mayo de 2023) y como Vocal (marzo de 2020-abril de 2020)—; de la Comisión de Reglamento, —como Vocal (diciembre de 2021-mayo de 2023), y como Portavoz (febrero de 2020-diciembre, 2021)—; y de la Comisión Mixta de Control Parlamentario de la Corporación RTVE, como Vocal (noviembre de 2021-mayo de 2023).
Desde la Comisión de Sanidad, Julio presentó una iniciativa sobre el abordaje de los trastornos del sueño, centrada en un salto de calidad en la formación de especialistas y la actualización de guías, junto con la promoción de hábitos saludables.
También ha formado parte del Consejo de la Ciudadanía Española en el Exterior, en representación del grupo socialista.
Además, ha sido ponente de la Ponencia del Proyecto de Ley de medidas urgentes de prevención, contención y coordinación para hacer frente a la crisis sanitaria ocasionada por el COVID-19 (octubre de 2020-diciembre de 2020).